# Korczyna (gmina)
Pour les articles homonymes, voir Korczyna.
Korczyna est une gmina rurale du powiat de Krosno, Basses-Carpates, dans le sud-est de la Pologne. Son siège est le village de Korczyna, qui se situe environ 7 km au nord-est de Krosno et 38 km au sud de la capitale régionale Rzeszów.
La gmina couvre une superficie de 92,44 km2 pour une population de 10 733 habitants.

## Géographie
La gmina inclut les villages de Czarnorzeki, Iskrzynia, Kombornia, Korczyna, Krasna, Węglówka et Wola Komborska.
La gmina borde la ville de Krosno et les gminy de Haczów, Jasienica Rosielna, Krościenko Wyżne, Niebylec, Strzyżów et Wojaszówka.